# Sârsca (okręg Dolj)
Sârsca – wieś w Rumunii, w okręgu Dolj, w gminie Sopot. W 2011 roku liczyła 174 mieszkańców.